# Menka (reine dans l'Égypte antique)
Pour les articles homonymes, voir Menka (homonymie).
Menka est le nom d'une reine égyptienne de la fin de la IIe dynastie. On sait très peu de choses sur la vie de Menka, reine consort dont l'identité n'est connue que par un fragment en basalte. Le nom Menka signifie « le ka sera durable » et un fragment sur lequel son nom est représenté comprend également le titre « qui voit Horus » (Maât-Hor), qui était le titre des reines au début de l'âge dynastique et pendant l'Ancien Empire. Le fragment comprend également une représentation d'elle sous la forme d'une femme debout, dans une robe moulante, avec un grand récipient hémisphérique sur la tête et des étendards alignés derrière elle,,.
L'inscription n'indique pas qui était son royal époux. L'égyptologue Hans Wolfgang Helck a remarqué que la scène présente une grande ressemblance stylistique avec une scène inachevée située sur un relief en basalte du site archéologique de Gebelein, attribuée au roi Khâsekhemouy, dernier souverain de la IIe dynastie. Helck a suggéré que le fragment du relief de Menka pourrait également provenir de ce site.